# Cơm cháy

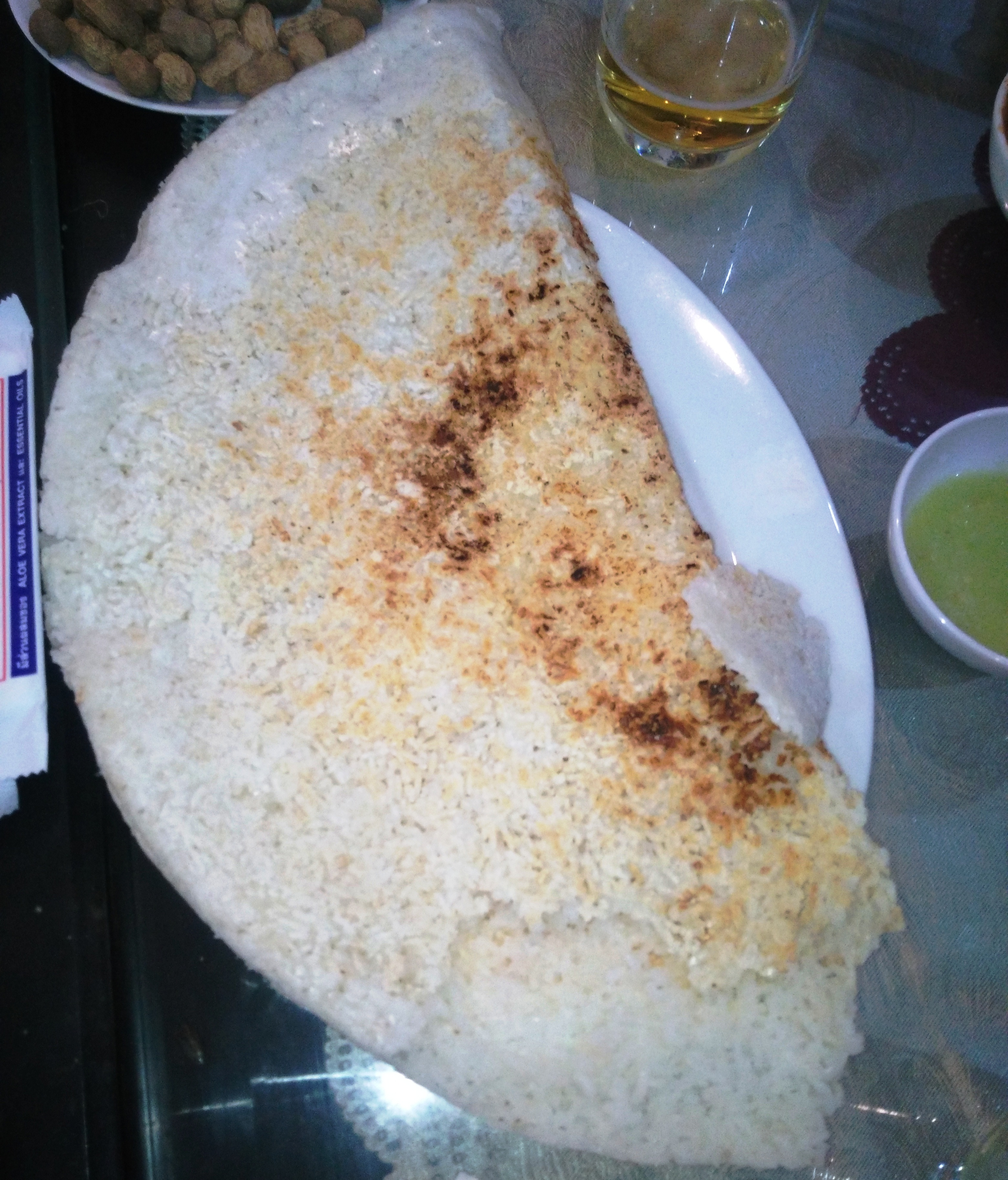
Cơm cháy kho quẹt

Cơm cháy là một lớp vỏ mỏng của gạo hơi nâu ở đáy nồi nấu. Nó được sản xuất trong quá trình nấu cơm qua nhiệt trực tiếp từ ngọn lửa và khi phục vụ thường là lớp cơm bị cháy xém và giòn.

## Việt Nam

### Ninh Bình

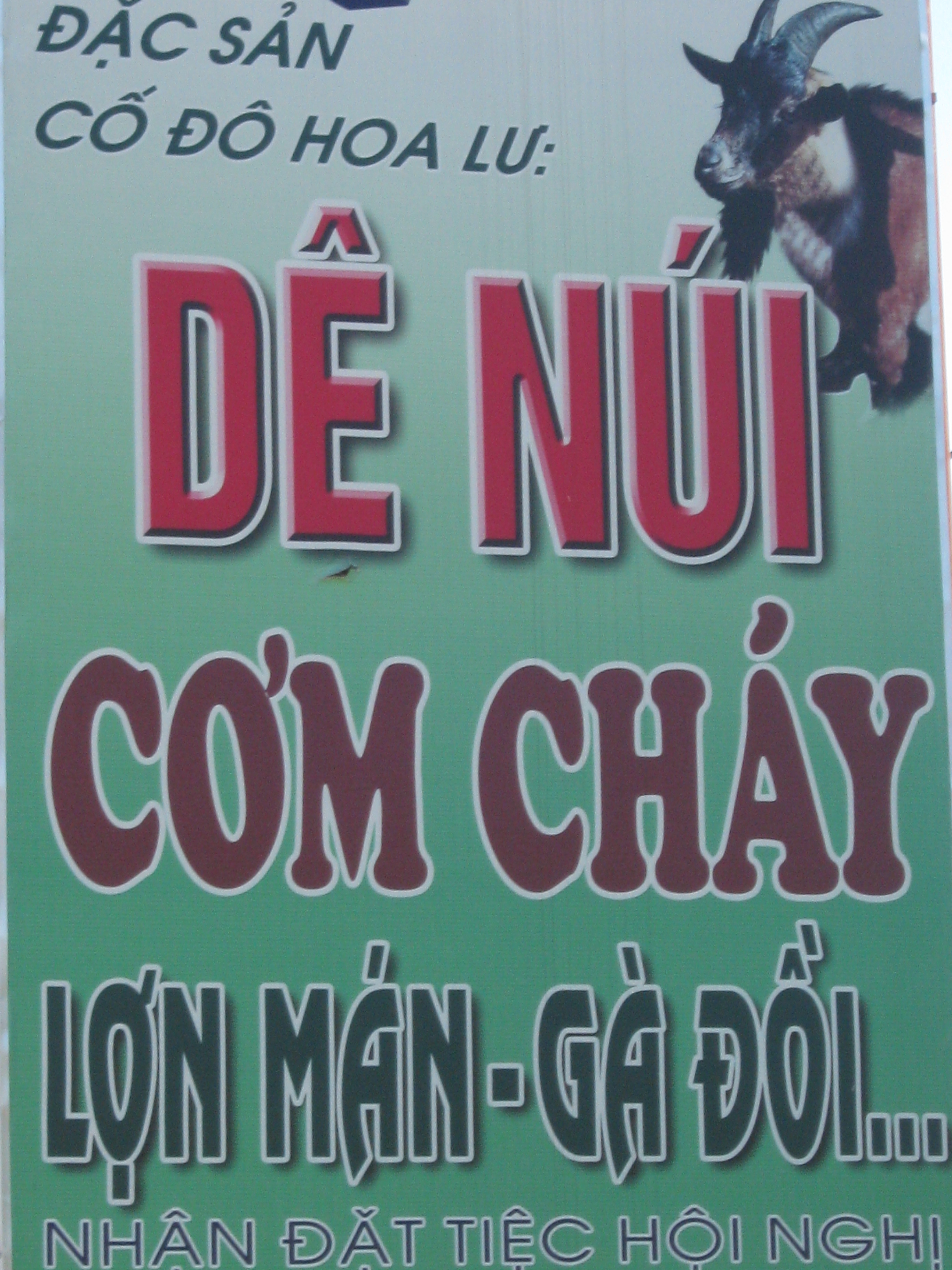
Những nhà hàng đặc sản Ninh Bình không thể thiếu món thịt dê và cơm cháy

Cơm cháy Ninh Bình là một trong những món ăn đặc sản ẩm thực nổi tiếng của Cố đô Hoa Lư. Vào lúc 15 giờ, ngày 01/08/2012, tại Faridabad, Ấn Độ - Tổ chức Kỷ Lục Châu Á đã chính thức công nhận cơm cháy Ninh Bình là món ngon kỷ lục châu Á trong danh sách 10 món đặc sản nổi tiếng của Việt Nam. Trước đó món cơm cháy đã được Tổ chức kỷ lục Việt Nam Vietkings chọn vào danh sách đề cử 15 món ngon nhận kỷ lục châu Á.
Loại hình ẩm thực này phát triển mạnh ở ven đường quốc lộ 1, thành phố Hoa Lư, thành phố Tam Điệp và các khu du lịch ở Ninh Bình. Cơm cháy Ninh Bình được nhiều doanh nghiệp sản xuất đóng gói và bán trên thị trường. Trên địa bàn tỉnh Ninh Bình hiện có khoảng 15 công ty, doanh nghiệp và 10 cơ sở, hộ gia đình đăng ký sản xuất và chế biến sản phẩm cơm cháy, mỗi năm cung ứng ra thị trường khoảng 500 tấn sản phẩm.

#### Chế biến

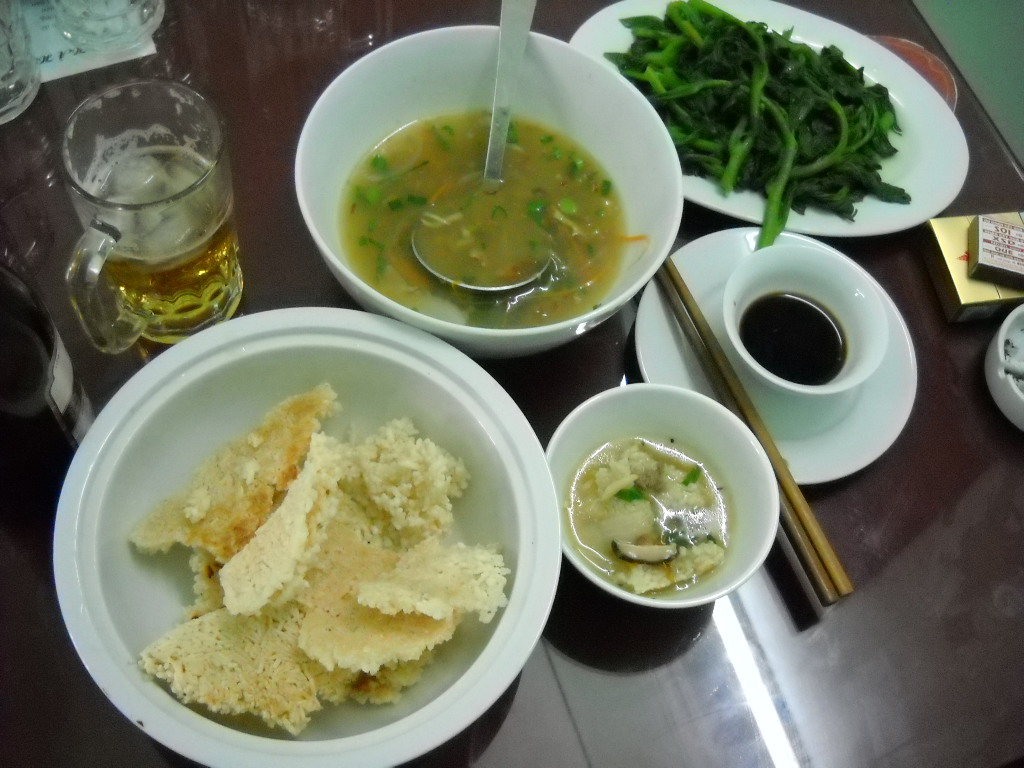
Cơm cháy Ninh Bình

##### Cơm cháy đóng gói

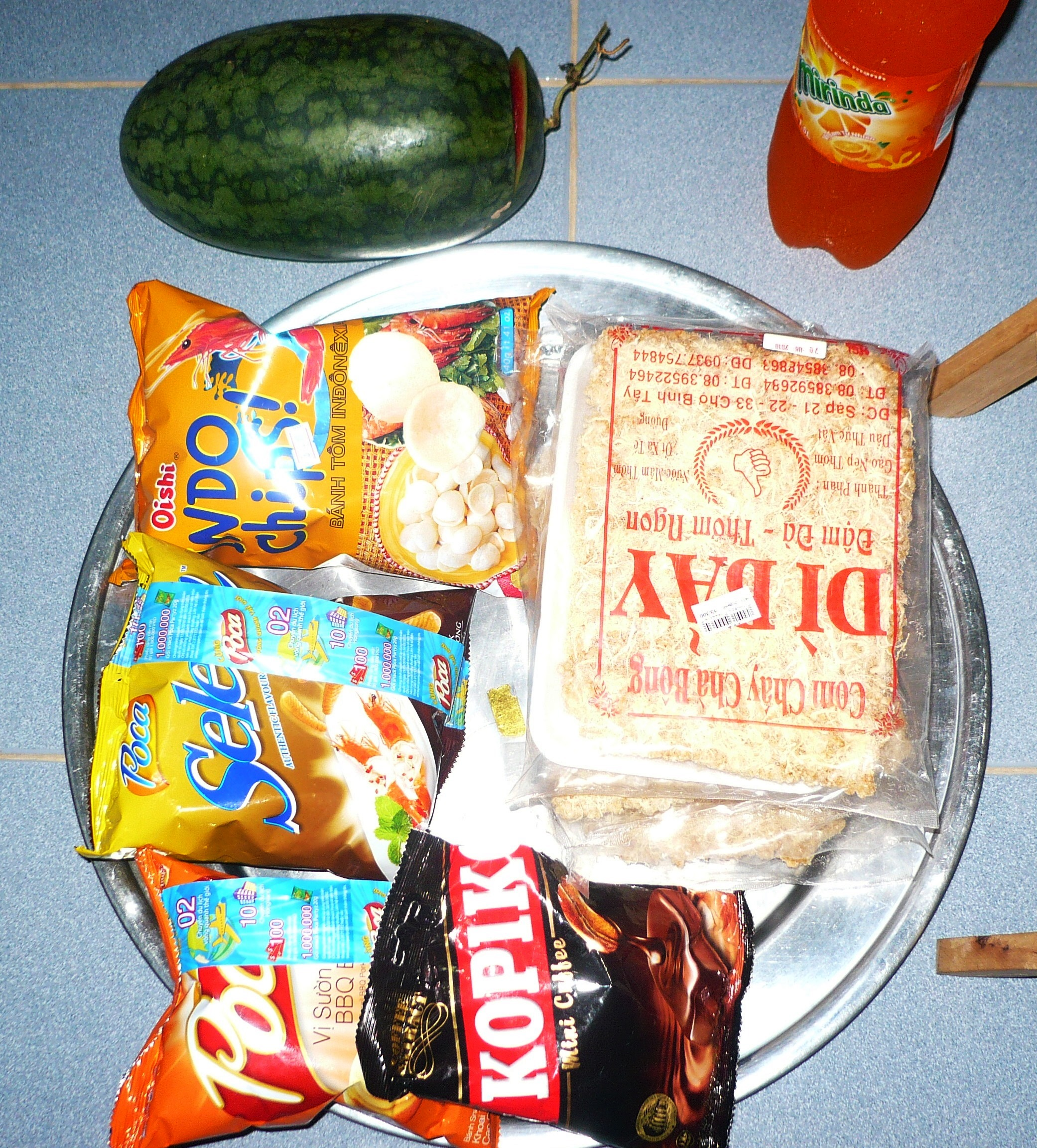
Một sản phẩm cơm cháy đóng gói

### Hàn Quốc

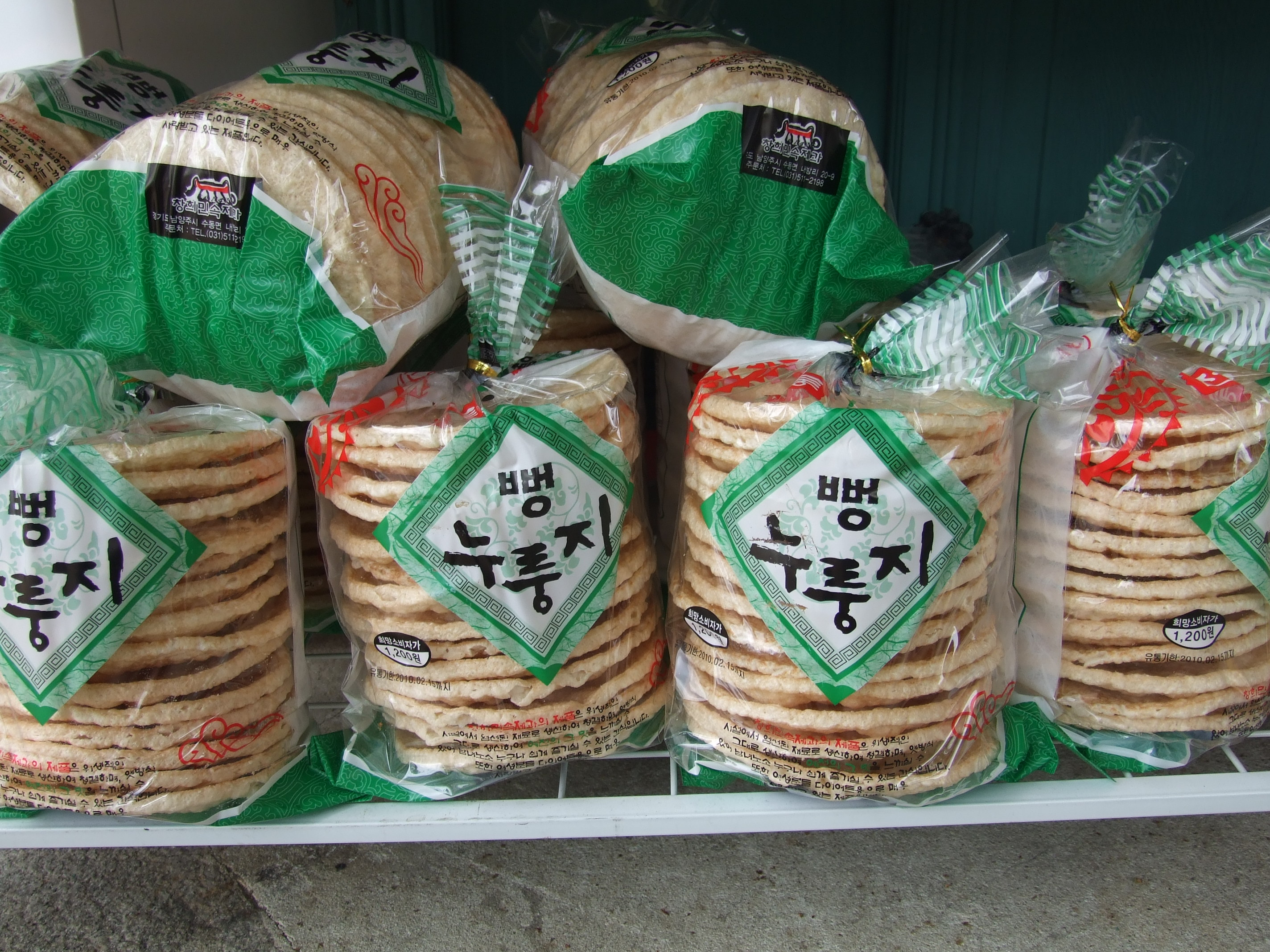
Món ăn nurungji bày bán

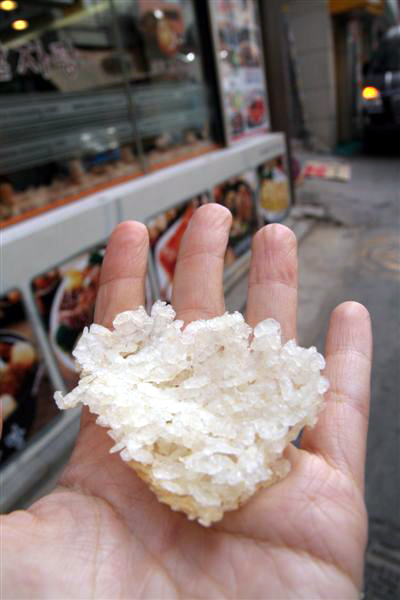
Một nắm nurungji